# Dichochrysa maghrebina
Dichochrysa maghrebina är en insektsart som först beskrevs av Hölzel och Ohm 1984.  Dichochrysa maghrebina ingår i släktet Dichochrysa och familjen guldögonsländor. Inga underarter finns listade i Catalogue of Life.